# Liste der Kulturdenkmale im Kartäuserviertel
Die Liste der Kulturdenkmale im Kartäuserviertel enthält die Kulturdenkmale des Stadtteils Kartäuserviertel der thüringischen Landeshauptstadt Erfurt, die vom Thüringischen Landesamt für Denkmalpflege und Archäologie als Bau- und Kunstdenkmale auf dem Gebiet der Stadt mit Stand vom 24. April 2024 erfasst wurden.

## Legende
- Bild: zeigt ein Bild des Kulturdenkmals und gegebenenfalls einen Link zu weiteren Fotos des Kulturdenkmals im Medienarchiv Wikimedia Commons
- Bezeichnung: Name, Bezeichnung oder die Art des Kulturdenkmals
- Lage: Wenn vorhanden Straßenname und Hausnummer des Kulturdenkmals; Grundsortierung der Liste erfolgt nach dieser Adresse. Der Link Karte führt zu verschiedenen Kartendarstellungen und nennt die Koordinaten des Kulturdenkmals.
 Kartenansicht, um Koordinaten zu setzen – in dieser Kartenansicht sind Kulturdenkmale ohne Koordinaten mit einem roten bzw. orangen Marker dargestellt und können in der Karte gesetzt werden. Kulturdenkmale ohne Bild sind mit einem blauen bzw. roten Marker gekennzeichnet, Kulturdenkmale mit Bild mit einem grünen bzw. orangen Marker.
- Datierung: gibt das Jahr der Fertigstellung beziehungsweise das Datum der Erstnennung oder den Zeitraum der Errichtung an
- Beschreibung: bauliche und geschichtliche Einzelheiten des Kulturdenkmals, vorzugsweise die Denkmaleigenschaften
- ID: Die ID identifiziert das Kulturdenkmal eindeutig. In Thüringen sind aktuell keine IDs veröffentlicht. In der ID-Spalte kann sich auch folgendes Icon  befinden, dies führt zu Angaben zu diesem Kulturdenkmal bei Wikidata.

## Liste der Kulturdenkmale im Kartäuserviertel

### Hopfengasse
| Bild                           | Bezeichnung                                                         | Lage                   | Datierung | Beschreibung                                                                                          | ID |
| ------------------------------ | ------------------------------------------------------------------- | ---------------------- | --------- | --- | -- |
| weitere Bilder Fotos hochladen | Ehemaliges Katholisches Krankenhaus, Haus 1b sogenanntes Rotes Haus | Hopfengasse 7 (Karte)  |           | einzelnes Kulturdenkmal; Bauliche Gesamtanlage Ehemaliges Katholisches Krankenhaus St. Johann Nepomuk |    |
| weitere Bilder Fotos hochladen |                                                                     | Hopfengasse 7a (Karte) |           | Kennzeichnendes Straßen- und Platzbild Karl-Marx-Platz                                                |    |
| weitere Bilder Fotos hochladen |                                                                     | Hopfengasse 8 (Karte)  |           | Kennzeichnendes Straßen- und Platzbild Karl-Marx-Platz                                                |    |

### Karl-Marx-Platz
| Bild                           | Bezeichnung | Lage                      | Datierung | Beschreibung                                                                    | ID |
| ------------------------------ | ----------- | ------------------------- | --------- | ------------------------------------------------------------------------------- | -- |
| weitere Bilder Fotos hochladen | Wohnhaus    | Karl-Marx-Platz 1 (Karte) |           | einzelnes Kulturdenkmal; Kennzeichnendes Straßen- und Platzbild Karl-Marx-Platz |    |
| weitere Bilder Fotos hochladen | Wohnhaus    | Karl-Marx-Platz 2 (Karte) |           | einzelnes Kulturdenkmal; Kennzeichnendes Straßen- und Platzbild Karl-Marx-Platz |    |
| weitere Bilder Fotos hochladen | Wohnhaus    | Karl-Marx-Platz 3 (Karte) |           | einzelnes Kulturdenkmal; Kennzeichnendes Straßen- und Platzbild Karl-Marx-Platz |    |

### Kartäuserstraße
| Bild                           | Bezeichnung                                       | Lage                        | Datierung | Beschreibung                                                                                          | ID |
| ------------------------------ | ------------------------------------------------- | --------------------------- | --------- | --- | -- |
| BW                             | Wohnhaus                                          | Kartäuserstraße 1 (Karte)   |           | einzelnes Kulturdenkmal                                                                               |    |
| weitere Bilder Fotos hochladen | Wohnhaus                                          | Kartäuserstraße 1a (Karte)  |           | einzelnes Kulturdenkmal                                                                               |    |
| weitere Bilder Fotos hochladen | Wohnhaus                                          | Kartäuserstraße 1b (Karte)  |           | einzelnes Kulturdenkmal                                                                               |    |
| weitere Bilder Fotos hochladen | Wohnhaus                                          | Kartäuserstraße 1c (Karte)  |           | einzelnes Kulturdenkmal                                                                               |    |
| weitere Bilder Fotos hochladen | Wohnhaus                                          | Kartäuserstraße 2 (Karte)   |           | einzelnes Kulturdenkmal                                                                               |    |
| weitere Bilder Fotos hochladen | Wohnhaus                                          | Kartäuserstraße 2a (Karte)  |           | einzelnes Kulturdenkmal                                                                               |    |
| weitere Bilder Fotos hochladen | Ehemaliges Klosteranlage Kartäuserkloster         | Kartäuserstraße 3 (Karte)   |           | einzelnes Kulturdenkmal                                                                               |    |
| weitere Bilder Fotos hochladen | Ehemaliges Klosteranlage Kartäuserkloster         | Kartäuserstraße 4 (Karte)   |           | einzelnes Kulturdenkmal                                                                               |    |
| weitere Bilder Fotos hochladen | Ehemaliges Klosteranlage Kartäuserkloster         | Kartäuserstraße 5 (Karte)   |           | einzelnes Kulturdenkmal                                                                               |    |
| weitere Bilder Fotos hochladen | Ehemaliges Klosteranlage Kartäuserkloster         | Kartäuserstraße 6 (Karte)   |           | einzelnes Kulturdenkmal                                                                               |    |
| BW                             | Ehemaliges Klosteranlage Kartäuserkloster         | Kartäuserstraße 7 (Karte)   |           | einzelnes Kulturdenkmal                                                                               |    |
| Fotos hochladen                | Ehemaliges Klosteranlage Kartäuserkloster         | Kartäuserstraße 7a (Karte)  |           | einzelnes Kulturdenkmal                                                                               |    |
| Fotos hochladen                | Ehemaliges Klosteranlage Kartäuserkloster         | Kartäuserstraße 7b (Karte)  |           | einzelnes Kulturdenkmal                                                                               |    |
| weitere Bilder Fotos hochladen | Ehemaliges Klosteranlage Kartäuserkloster         | Kartäuserstraße 8 (Karte)   |           | einzelnes Kulturdenkmal                                                                               |    |
| weitere Bilder Fotos hochladen | Ehemaliges Klosteranlage Kartäuserkloster         | Kartäuserstraße 9 (Karte)   |           | einzelnes Kulturdenkmal                                                                               |    |
| weitere Bilder Fotos hochladen | Ehemaliges Klosteranlage Kartäuserkloster         | Kartäuserstraße 10 (Karte)  |           | einzelnes Kulturdenkmal                                                                               |    |
| weitere Bilder Fotos hochladen | Ehemaliges Klosteranlage Kartäuserkloster         | Kartäuserstraße 11 (Karte)  |           | einzelnes Kulturdenkmal                                                                               |    |
| weitere Bilder Fotos hochladen | Ehemaliges Klosteranlage Kartäuserkloster         | Kartäuserstraße 12 (Karte)  |           | einzelnes Kulturdenkmal                                                                               |    |
| weitere Bilder Fotos hochladen | Ehemaliges Klosteranlage Kartäuserkloster         | Kartäuserstraße 12a (Karte) |           | einzelnes Kulturdenkmal                                                                               |    |
| weitere Bilder Fotos hochladen | Ehemaliges Klosteranlage Kartäuserkloster         | Kartäuserstraße 12b (Karte) |           | einzelnes Kulturdenkmal                                                                               |    |
| weitere Bilder Fotos hochladen | Ehemaliges Klosteranlage Kartäuserkloster         | Kartäuserstraße 13 (Karte)  |           | einzelnes Kulturdenkmal                                                                               |    |
| weitere Bilder Fotos hochladen | Ehemaliges Klosteranlage Kartäuserkloster         | Kartäuserstraße 13a (Karte) |           | einzelnes Kulturdenkmal                                                                               |    |
| weitere Bilder Fotos hochladen | Ehemaliges Klosteranlage Kartäuserkloster         | Kartäuserstraße 14 (Karte)  |           | einzelnes Kulturdenkmal                                                                               |    |
| weitere Bilder Fotos hochladen | Ehemaliges Klosteranlage Kartäuserkloster         | Kartäuserstraße 15 (Karte)  |           | einzelnes Kulturdenkmal                                                                               |    |
| weitere Bilder Fotos hochladen | Ehemaliges Klosteranlage Kartäuserkloster         | Kartäuserstraße 16 (Karte)  |           | einzelnes Kulturdenkmal                                                                               |    |
| weitere Bilder Fotos hochladen | Ehemaliges Klosteranlage Kartäuserkloster         | Kartäuserstraße 17 (Karte)  |           | einzelnes Kulturdenkmal                                                                               |    |
| weitere Bilder Fotos hochladen | Ehemaliges Klosteranlage Kartäuserkloster         | Kartäuserstraße 17a (Karte) |           | einzelnes Kulturdenkmal                                                                               |    |
| weitere Bilder Fotos hochladen | Ehemaliges Klosteranlage Kartäuserkloster         | Kartäuserstraße 17b (Karte) |           | einzelnes Kulturdenkmal                                                                               |    |
| weitere Bilder Fotos hochladen | Ehemaliges Klosteranlage Kartäuserkloster         | Kartäuserstraße 18 (Karte)  |           | einzelnes Kulturdenkmal                                                                               |    |
| weitere Bilder Fotos hochladen | Ehemaliges Klosteranlage Kartäuserkloster         | Kartäuserstraße 18a (Karte) |           | einzelnes Kulturdenkmal                                                                               |    |
| BW                             | Spolie                                            | Kartäuserstraße 20 (Karte)  |           | ehemals Fenster Kartäuserkloster; einzelnes Kulturdenkmal                                             |    |
| BW                             |                                                   | Kartäuserstraße 61 (Karte)  |           | Bauliche Gesamtanlage Ehemaliges Katholisches Krankenhaus St. Johann Nepomuk                          |    |
| weitere Bilder Fotos hochladen |                                                   | Kartäuserstraße 62 (Karte)  |           | Bauliche Gesamtanlage Ehemaliges Katholisches Krankenhaus St. Johann Nepomuk                          |    |
| weitere Bilder Fotos hochladen | Denkmal Lucius Hebel                              | Kartäuserstraße 63 (Karte)  |           | einzelnes Kulturdenkmal; Bauliche Gesamtanlage Ehemaliges Katholisches Krankenhaus St. Johann Nepomuk |    |
| weitere Bilder Fotos hochladen | Ehemaliges Krankenhausgebäude, Lucius-Hebel-Stift | Kartäuserstraße 63 (Karte)  |           | einzelnes Kulturdenkmal; Bauliche Gesamtanlage Ehemaliges Katholisches Krankenhaus St. Johann Nepomuk |    |
| weitere Bilder Fotos hochladen | Krankenhauskapelle                                | Kartäuserstraße 64 (Karte)  |           | einzelnes Kulturdenkmal; Bauliche Gesamtanlage Ehemaliges Katholisches Krankenhaus St. Johann Nepomuk |    |
| BW                             | Treppenhaus Haus 1a                               | Kartäuserstraße 64 (Karte)  |           | einzelnes Kulturdenkmal; Bauliche Gesamtanlage Ehemaliges Katholisches Krankenhaus St. Johann Nepomuk |    |

### Puschkinstraße
| Bild                           | Bezeichnung                         | Lage                                        | Datierung | Beschreibung | ID |
| ------------------------------ | ----------------------------------- | ------------------------------------------- | --------- | --- | -- |
| weitere Bilder Fotos hochladen | Wohnhaus                            | Puschkinstraße 1 (Karte)                    |           | Kennzeichnendes Straßen- und Platzbild Karl-Marx-Platz                                                                                 |    |
| weitere Bilder Fotos hochladen | Wohnhaus                            | Puschkinstraße 2 (Karte)                    |           | einzelnes Kulturdenkmal |    |
| weitere Bilder Fotos hochladen | Einfriedung                         | Puschkinstraße 2 (Karte)                    |           | einzelnes Kulturdenkmal |    |
| weitere Bilder Fotos hochladen | Ehemaliges Katholisches Krankenhaus | Puschkinstraße 4 (Karte)                    |           | Haus 4, sogenanntes Grünes Haus; einzelnes Kulturdenkmal; Bauliche Gesamtanlage Ehemaliges Katholisches Krankenhaus St. Johann Nepomuk |    |
| BW                             | Ehemaliges Katholisches Krankenhaus | Puschkinstraße 5 (Karte)                    |           | Haus 3, sogenanntes Isolierhaus; einzelnes Kulturdenkmal; Bauliche Gesamtanlage Ehemaliges Katholisches Krankenhaus St. Johann Nepomuk |    |
| weitere Bilder Fotos hochladen | Ehemaliges Katholisches Krankenhaus | Puschkinstraße 6 (Karte)                    |           | Haus 2, sogenanntes Graues Haus; einzelnes Kulturdenkmal; Baugruppe Ehemaliges Katholisches Krankenhaus St. Johann Nepomuk             |    |
| BW                             | Ehemaliges Katholisches Krankenhaus | Puschkinstraße, Flur 146, Flurstück (Karte) |           | Bauliche Gesamtanlage Ehemaliges Katholisches Krankenhaus St. Johann Nepomuk                                                           |    |
| weitere Bilder Fotos hochladen | Wohnhaus                            | Puschkinstraße 22, 22a (Karte)              |           | einzelnes Kulturdenkmal |    |
| BW                             | Remise                              | Puschkinstraße 22, 22a (Karte)              |           | einzelnes Kulturdenkmal |    |
| BW                             | Einfriedung                         | Puschkinstraße 22, 22a (Karte)              |           | einzelnes Kulturdenkmal |    |